# Sunni Ali
Sunni Ali lub Sonni Ali lub Sonni Ali Ber (zm. listopad 1492), władca Songhaj w latach 1464–1492. Pokonał Tuaregów zdobywając w 1469 Timbuktu a w 1473 Dżenne. Dzięki tym zwycięstwom uzyskał autorytet i uznanie. W listopadzie 1492 podczas wyprawy przeciwko krajowi Gurma utonął w rzece Koni.